# Saumane-de-Vaucluse
Saumane-de-Vaucluse is een gemeente in het Franse departement Vaucluse (regio Provence-Alpes-Côte d'Azur) en telt 684 inwoners (1999). De plaats maakt deel uit van het arrondissement Avignon.

## Geografie
De oppervlakte van Saumane-de-Vaucluse bedraagt 20,8 km², de bevolkingsdichtheid is 32,9 inwoners per km².
De onderstaande kaart toont de ligging van Saumane-de-Vaucluse met de belangrijkste infrastructuur en aangrenzende gemeenten.

## Demografie
Onderstaande figuur toont het verloop van het inwonertal (bron: INSEE-tellingen).